# Trofeo Zarra
Il Trofeo Zarra è un premio che viene assegnato annualmente dal quotidiano sportivo Marca al giocatore di nazionalità spagnola che ha siglato più reti nella stagione della Liga.
Il premio prende il nome dall'attaccante dell'Athletic Bilbao, Telmo Zarra, attivo nel corso degli anni 40 e 50 del XX secolo.

## Albo d'oro

### Primera División
In grassetto i giocatori che nella stessa stagione hanno vinto anche il Trofeo Pichichi della Primera División.
| Stagione  | Giocatore         | Squadra         | Gol |
| --------- | ----------------- | --------------- | --- |
| 2005-2006 | David Villa       | Valencia        | 25  |
| 2006-2007 | David Villa       | Valencia        | 16  |
| 2007-2008 | Daniel Güiza      | Maiorca         | 27  |
| 2008-2009 | David Villa       | Valencia        | 28  |
| 2009-2010 | David Villa       | Valencia        | 21  |
| 2010-2011 | Álvaro Negredo    | Siviglia        | 20  |
| 2011-2012 | Fernando Llorente | Athletic Bilbao | 17  |
| 2011-2012 | Roberto Soldado   | Valencia        | 17  |
| 2012-2013 | Álvaro Negredo    | Siviglia        | 25  |
| 2013-2014 | Diego Costa       | Atlético Madrid | 27  |
| 2014-2015 | Aritz Aduriz      | Athletic Bilbao | 18  |
| 2015-2016 | Aritz Aduriz      | Athletic Bilbao | 20  |
| 2016-2017 | Iago Aspas        | Celta Vigo      | 19  |
| 2017-2018 | Iago Aspas        | Celta Vigo      | 22  |
| 2018-2019 | Iago Aspas        | Celta Vigo      | 20  |
| 2019-2020 | Gerard Moreno     | Villarreal      | 18  |
| 2020-2021 | Gerard Moreno     | Villarreal      | 23  |
| 2021-2022 | Iago Aspas        | Celta Vigo      | 18  |
| 2022-2023 | Joselu            | Espanyol        | 16  |
| 2023-2024 | Borja Mayoral     | Getafe          | 15  |

### Segunda División
In grassetto i giocatori che nella stessa stagione hanno vinto anche la classifica marcatori della Segunda División.
| Stagione  | Giocatore        | Squadra          | Gol |
| --------- | ---------------- | ---------------- | --- |
| 2005-2006 | Luque            | Ciudad de Murcia | 19  |
| 2005-2006 | Roberto Soldado  | Castilla         | 19  |
| 2006-2007 | Marcos Márquez   | Las Palmas       | 21  |
| 2007-2008 | Yordi            | Xerez            | 20  |
| 2008-2009 | Nino             | Tenerife         | 29  |
| 2009-2010 | Jorge Molina     | Elche            | 26  |
| 2010-2011 | Jonathan Soriano | Barcellona B     | 32  |
| 2011-2012 | Iago Aspas       | Celta Vigo       | 23  |
| 2012-2013 | Jesé             | Castilla         | 22  |
| 2013-2014 | Borja Viguera    | Alavés           | 25  |
| 2014-2015 | Rubén Castro     | Betis            | 32  |
| 2015-2016 | Sergio León      | Elche            | 22  |
| 2016-2017 | Joselu           | Lugo             | 23  |
| 2017-2018 | Jaime Mata       | Valladolid       | 33  |